# Job Mayo
Job Mayo Jr. (ur. 19 października 1941) – filipiński zapaśnik walczący w obu stylach. Olimpijczyk z Tokio 1964, gdzie zajął dziewiętnaste miejsce w stylu klasycznym i dwudzieste w wolnym, w kategorii do 78 kg.

## Letnie Igrzyska Olimpijskie 1964
| Konkurencja          | Rundy eliminacyjne   | Rundy eliminacyjne   | Klas. końcowa |
| Konkurencja          | Przeciwnik I         | Przeciwnik I         | Miejsce       |
| -------------------- | -------------------- | -------------------- | ------------- |
| 78 kg styl klasyczny | Matti Laakso (FIN) P | Kirił Petkow (BGR) P | 19.           |

| Konkurencja      | Rundy eliminacyjne      | Rundy eliminacyjne      | Klas. końcowa |
| Konkurencja      | Przeciwnik I            | Przeciwnik II           | Miejsce       |
| ---------------- | ----------------------- | ----------------------- | ------------- |
| 78 kg styl wolny | Guram Sagaradze (SUN) P | Phil Oberlander (CAN) P | 20.           |